# Serafina Brunelli
Serafina Brunelli (Fratta, 9 luglio 1659 – Montone, 2 ottobre 1729) è stata una monaca cristiana italiana.

## Biografia
Nacque a Fratta (oggi Umbertide, PG) il 9 luglio 1659 e fu una religiosa italiana, monaca benedettina nel monastero di Santa Caterina di Montone (Perugia). Fu nota mistica e veggente, amica di santa Veronica Giuliani, molto stimata da Vittorio Amedeo II di Savoia. 
Scrisse un lungo diario per ordine dei confessori, dove sono raccontate le sue visioni e la sua vita. Morì a Montone il 2 ottobre 1729.